# الگیز کریموف
الگیز کریموف (به ترکی آذربایجانی: Elgiz Kərimov) (زاده ۵ ژانویه ۱۹۷۱، شهرستان بردع، جمهوری آذربایجان - درگذشت ۱۲ مارس ۱۹۹۲، ناخیجوانیک، شهرستان خوجالی، جمهوری آذربایجان) قهرمان ملی جمهوری آذربایجان و یکی از سربازان کشته‌شده در جنگ قره‌باغ بود.

## زندگی
الگیز کریموف در ۵ ژانویه ۱۹۷۱ در شهرستان بردع در جمهوری آذربایجان زاده شد. وی در سال ۱۹۸۷ از دبیرستان فارغ‌التحصیل شد و برای خدمت سربازی فراخوانده شد. هنگامی که الگیز خدمت سربازی خود را به پایان برد و به بردع بازگشت، داوطلبانه به خط مقدم بازگشت. او در سال ۱۹۹۱ به گردان‌های دفاع شخصی اعزام شد.

## فعالیت‌های نظامی
الگیز کریموف در جنگ قره‌باغ در نبردهای پیرامون آسکران حضور داشت و پس از چندین درگیری، او در روستاهای پیرامون آسکران محبوبیت زیادی پیدا کرد. الگیز کریموف که در همه نبردهای خود اشتیاق زیادی داشت. او در ۱۲ مارس ۱۹۹۲ برای نجات سربازان ارتش جمهوری آذربایجان به روستای ناخیجوانیک شهرستان خوجالی آمد. پس از یک نبرد سخت که نزدیک یک ساعت به طول انجامید، محاصره ارامنه آغاز شد و سربازان آزاد شدند. الگیز کریموف در این نبرد کشته شد.

## یادبود
وی پس از مرگ با حکم ریاست جمهوری شماره ۸۳۳ به‌تاریخ ۷ ژوئن ۱۹۹۲ به عنوان قهرمان ملی جمهوری آذربایجان شناخته شد. وی در شهرستان بردع به خاک سپرده شد.